# گورستان سنگان
قبرستان سنگان مربوط به سده‌های میانه دوران‌های تاریخی پس از اسلام است و در شهرستان خاش، بخش مرکزی، دهستان سنگان، شمال روستای سنگان واقع شده و این اثر در تاریخ ۲ مرداد ۱۳۸۷ با شمارهٔ ثبت ۲۳۰۶۱ به‌عنوان یکی از آثار ملی ایران به ثبت رسیده است.